# Geneviève Pezet
Pour les articles homonymes, voir Pezet et Geneviève.
Geneviève Pezet est une artiste peintre, sculptrice et céramiste française née Geneviève White le 19 décembre 1913 à Sandpoint (Idaho), vivant en France depuis 1947, proche d'Ossip Zadkine jusqu'en 1956. Installée dans un premier temps à Montparnasse, puis successivement à Villegats (Eure), à Orvilliers et à Pénestin (Morbihan), elle meurt à Saint-Nazaire le 22 janvier 2009. Elle signait ses œuvres du prénom Geneviève.

## Biographie

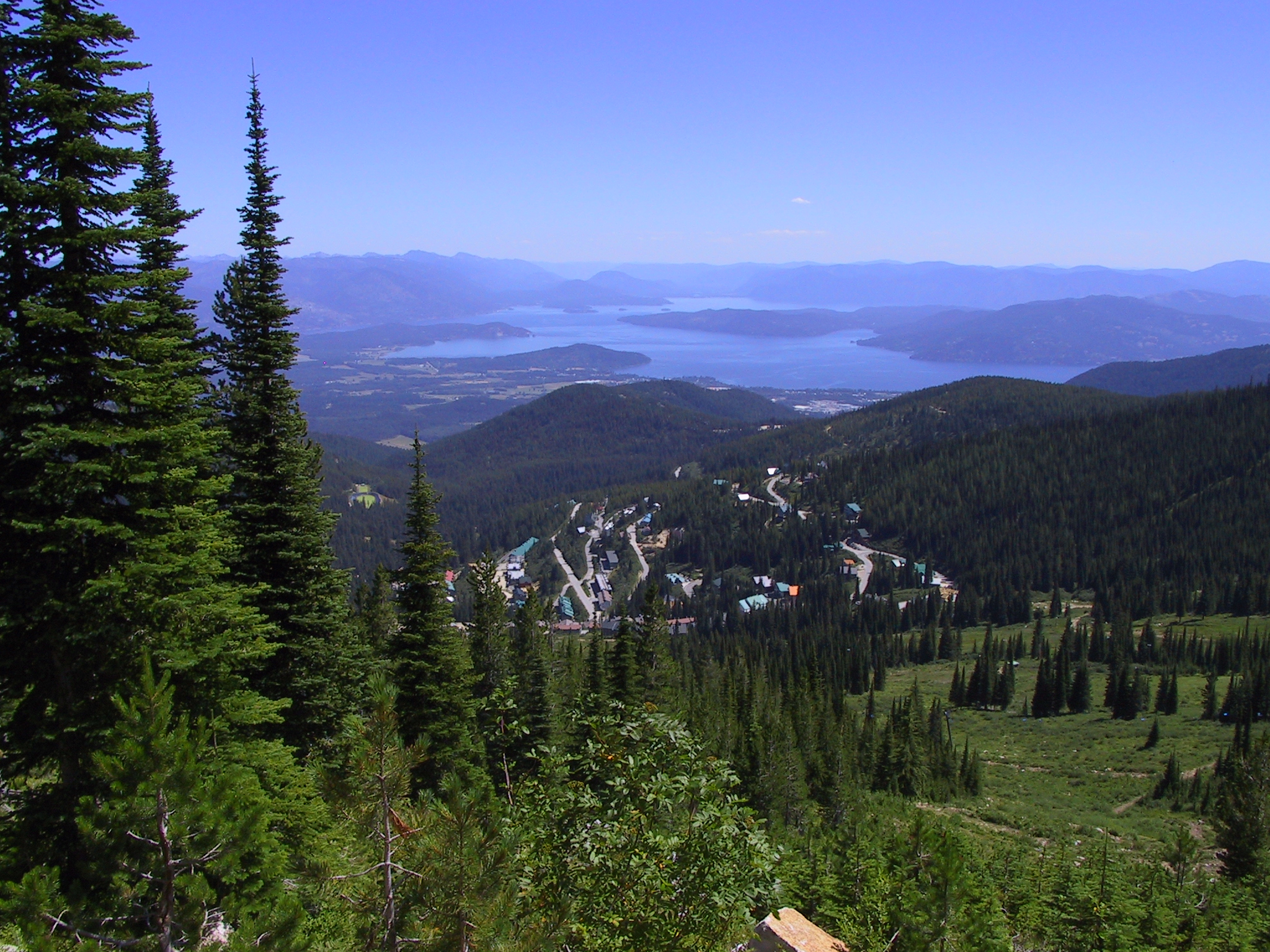
Sandpoint

Geneviève White naît le 19 décembre 1913 à Sandpoint, seule fille des six enfants de Louis Albert White et de son épouse née Alma Jessie Anderson.
Geneviève évoque dans ses mémoires une enfance dans le village de Troy (Montana), dans un environnement constitué des Montagnes Rocheuses où les sculptures naturelles révèlent toutes sortes de formes humaines ou animales à son imaginaire, de la rivière Kootenay, des forêts, du Savage Lake s'offrant à la pêche et à la natation, marquée cependant par la douloureuse épreuve que fut en 1925 le décès de son frère Floyd emporté par la méningite à l'âge de quatorze ans. D'un caractère indépendant, se refusant à la monotonie d'une vie semblant destinée aux tâches ménagères, c'est à cet âge de quatorze ans qu'elle-même, en 1928, quitte le foyer familial pour vivre à Washington où elle suit des études classiques au State College Pullman, assurant sa subsistance par des travaux temporaires. Après un séjour à Portland en 1940, alors qu'elle peint déjà, elle gagne New York où elle est étudiante en philosophie à l'Université Columbia. Elle donne ensuite des cours de dessin à la New York School of Interior Design tout en étant élève de l'Art Students League of New York et en fréquentant assidûment le Museum of Modern Art et le Metropolitan Museum of Art. Il est opportun de rappeler ici que le nouveau MoMA vient d'ouvrir ses portes (septembre 1939) avec pour œuvre majeure récemment acquise Les Demoiselles d'Avignon : Geneviève ne manque pas d'énoncer sa fervente admiration pour Pablo Picasso et pour le cubisme.

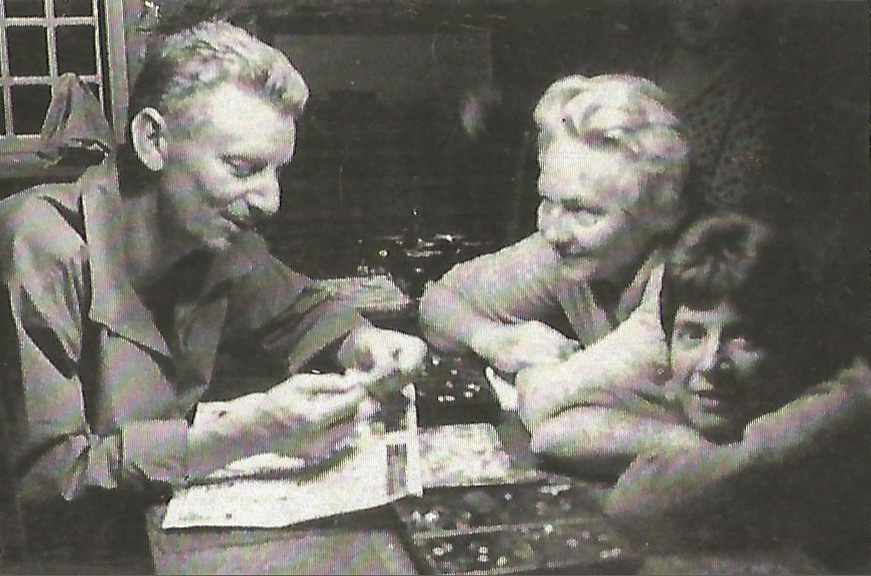
Geneviève (à droite) à Villegats avec Jacques et Madeleine Datin

Geneviève arrive à Paris en 1947 où sa vie se centre à Montparnasse. C'est dans ce quartier qu'un heureux hasard la fait rencontrer Jacques Pezet, natif de Reims, fils du sénateur Ernest Pezet, que, sur un coup de foudre partagé, elle épouse le 17 juin 1948 en la mairie du quatorzième arrondissement, le 18 juin en l'église Saint-Sulpice. Le couple s'installe successivement dans le quartier des Halles de Paris, puis rue de la Roquette, avant de vivre partiellement à Villegats (où une grande amitié se noue avec le compositeur Jacques Datin et son épouse Madeleine, autres résidents), puis à Orvilliers (appelé à demeurer un lieu d"exposition permanente de l'œuvre de Geneviève), et de passer chaque été dans « la belle maison de pierres au toit de chaume et à l'immense jardin tout proche de la mer » qu'il achétera à Pénestin (où des attaches familiales ont subsisté après qu'Ernest Pezet ait été député du Morbihan) et où Geneviève ajoutera la poterie à ses travaux de peinture et de sculpture. Deux fils naîtront, Pierre en mai 1950 et Patrick en juin 1953.

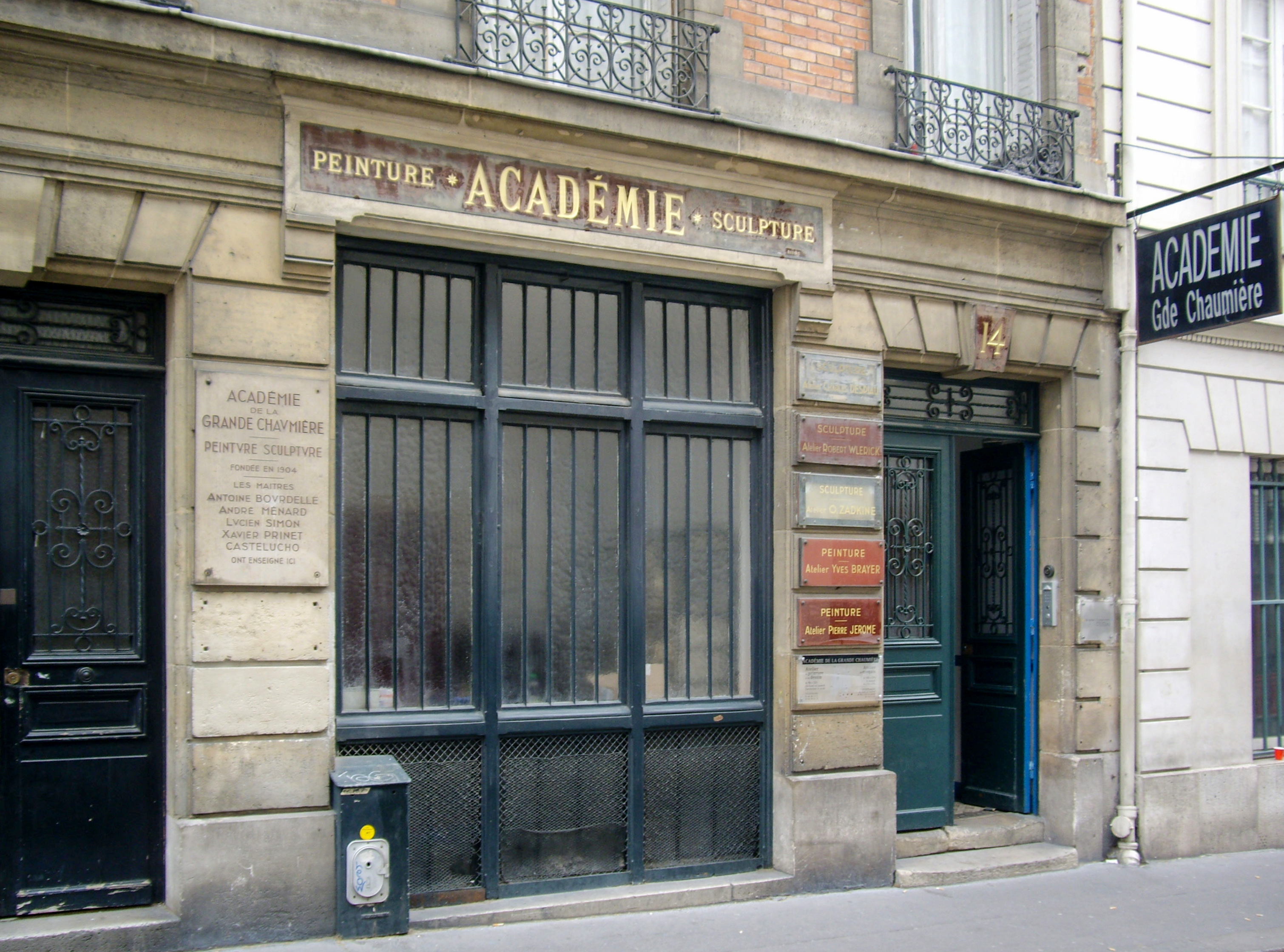
Académie de la Grande Chaumière

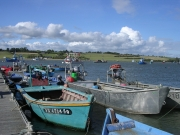
Pénestin

De front avec sa vie maritale, Geneviève, qui se souvient de sa grande rencontre d'alors avec Germaine Richier, poursuit pendant un an ses études de peinture à l'Académie André Lhote (sa propre peinture en conservera l'influence cubiste), puis de sculpture avec Ossip Zadkine, jusqu'en 1956 à l'Académie de la Grande Chaumière. C'est durant ces « cinq ou six années » passées auprès de Zadkine, où il lui est offert d'exposer au Salon de la Jeune Sculpture (sa première exposition personnelle se produit en 1957), qu'elle découvre la céramique et ses ressources en matière de polychromie, puis qu'elle s'intéresse au travail de différents matériaux tels que verre, métaux, ciment et bois. « Zadkine aimait mon travail, confie-t-elle, et, chaque semaine il m'offrait d'en apprendre toujours plus en matière de morphologie humaine. Il assortissait son approche critique de mon travail de commentaires tant philosophiques que sur l'art en général ». Ce temps nous reste fixé par une photo en gros plan de Zadkine parmi cinq de ses élèves de la Grande Chaumière et où, en la seule femme du petit groupe, nous reconnaissons Geneviève.
En 1956, Geneviève aménage son atelier à Montparnasse, y abordant en 1957 la céramique qui « lui permet des effets de polychromie » puis, de 1958 à 1965, dans une péniche ancrée au Pont de Saint-Cloud et dont elle fait un lieu animé, y conjuguant les expositions de ses œuvres avec des défilés de haute couture et des manifestations musicales.
Dans son livre de souvenirs, Geneviève évoque ses voyages : si ses rencontres de femmes artistes turques au Salon du Club International l'incitent à visiter Istanbul, elle restitue également ses séjours estivaux à Porquerolles, ses périples à Bali, en Espagne (notamment à Tolède), aux îles de Majorque et Ibiza, en Grèce où, outre quelques îles, l'harmonie qu'elle perçoit entre les architectures antique et moderne lui fait aimer Athènes. Dans la décennie 1980, se rapprochant de sa mère et exposant à Los Angeles et Spokane, elle passe plusieurs mois de chaque année aux États-Unis.
La décennie 2000 est celle des grandes épreuves : l'incendie de l'espace d'exposition d'Orvilliers qui, en 2002, la bouleverse jusqu'à l'infarctus, le grave accident de voiture de 2003. C'est à partir de 2004 que Geneviève vit de façon permanente à Pénestin où, par deux fois, en 2005 et 2006, elle subit à nouveau l'épreuve de l'incendie. Infatigable, elle n'en continue pas moins de travailler, se reconnaissant au soir de sa vie dans le tempérament mystique de Marc Chagall, ce dont la toile L'estuaire de la Vilaine conservée en la mairie de Pénestin porte témoignage. « Visionnaire et philosophe, violente et tendre, humaine et mystique », telle nous reste décrite Geneviève qui s'éteint à Pénestin en janvier 2009. « Vivre en France, écrit elle dans les dernières lignes de son livre, m'a offert la liberté de vivre mon travail autant qu'il m'a plu, ce qui m'était certainement la condition indispensable pour devenir artiste ».

## Expositions

### Expositions personnelles

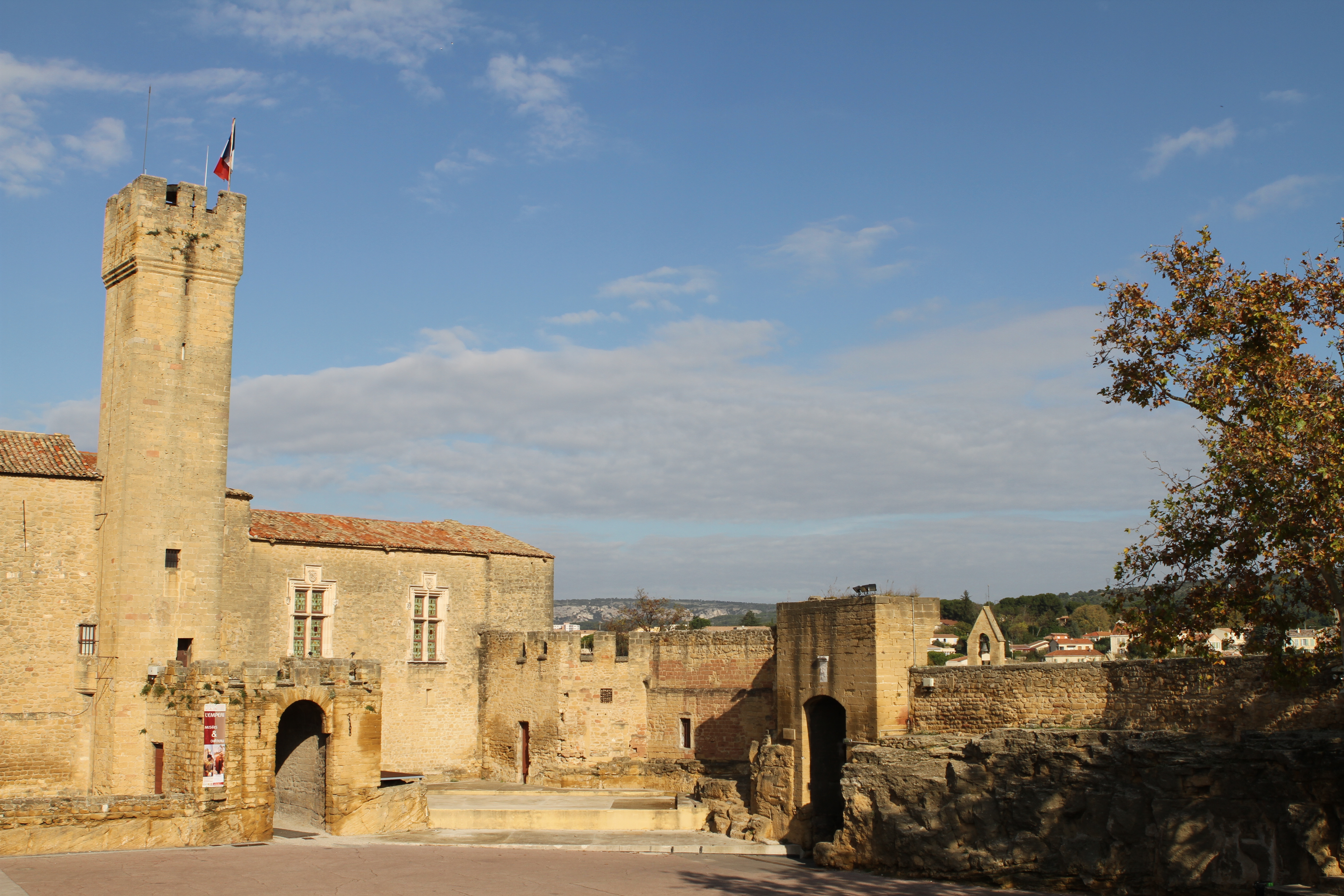
Château de l'Empéri

- Galerie de l'Institut, 5, rue de Seine, Paris, novembre 1957[9],[10].
- Boat Gallery, Boulogne-Billancourt, 1959, 1961.
- Westwood Gallery, Los Angeles, 1981.
- Sinto Gallery, Spokane (Washington), 1982.
- Orangerie de Jardin du Luxembourg, Paris, 1983.
- Galerie du Four, Vannes, 1984.
- Château de l'Empéri, Salon-de-Provence, juillet 1985[11],[12].
- Geneviève - Quarante années de création, Espace Jean-Émile Laboureur, Pénestin, 1999.
- Galerie Étienne de Causans, Paris, 2001.
- Monserrat Gallery, New York, 2003.
- Millon et Associés, commissaires-priseurs, Vente de l'atelier Geneviève, Hôtel Drouot, Paris, 20 octobre 2008[13].

### Expositions collectives

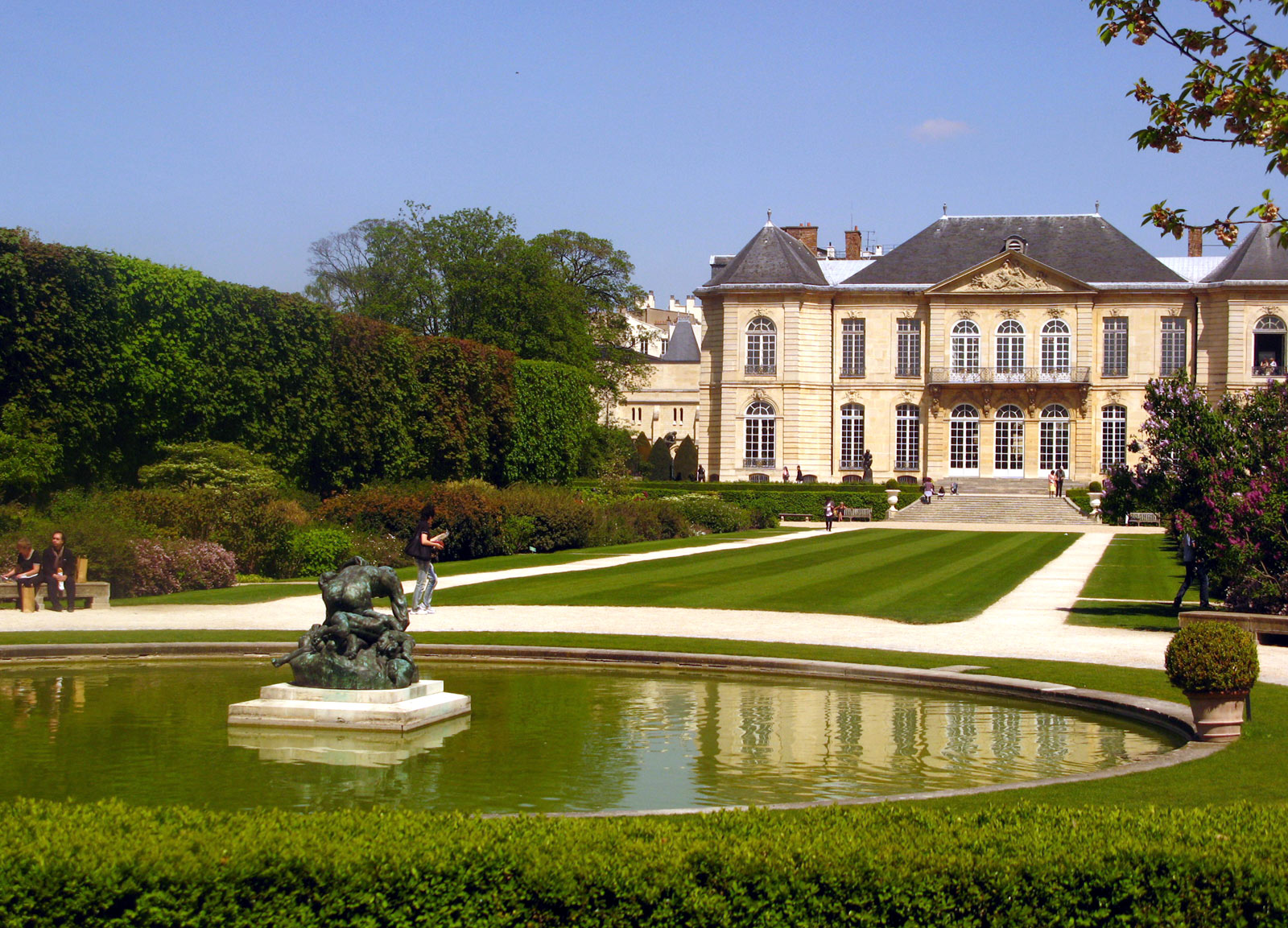
Musée Rodin, Paris

- Salon d'automne, Grand Palais, Paris, à partir de 1952[14].
- Salon de la Jeune Sculpture, Musée Rodin, Paris, 1954, 1955[7].
- Galerie Simone Badinier, Paris, 1955.
- Les artistes étrangers en France, Petit Palais, Paris, 1955.
- Galerie Vidal, Paris, 1957.
- Galerie Royale, Paris, 1957.
- Galerie Jallot, Paris, 1958.
- Exposition universelle de 1958 (pavillon du Vatican), Bruxelles, 1958.
- Salon du Club International, Musée d'art moderne de la ville de Paris, 1957, 1958, 1959, 1960, 1961, 1962.
- Stuttgart, 1960.
- Salon de la Société nationale des beaux-arts, Grand Palais, Paris, mai-juin 1983, 1985.
- Salon Grands et jeunes d'aujourd'hui, Paris, septembre-octobre 1983.
- Osaka, 1984.

## Réception critique
- « Geneviève est une jeune artiste américaine, qui expose pour la première fois à Paris. Sitôt entré, on est frappé par l'accent de mâle puissance de ses sculptures. C'est un foisonnement splendide de formes étranges, tenant à la fois de l'animal et du végétal. » - Henri Héraut[9]
- « Les personnages sont troublants et somptueux comme des autels mexicains. On éprouve en leur présence une curiosité attentive comme devant le spectacle d'un monde grouillant de virtualités, où l'on devine la forme se dégageant peu à peu de cet amoncellement vivant. » - Raymond Cogniat[15]
- « Une œuvre d'une grande richesse de forme et d'inspiration, parfois symboliste. » - Michel Seuphor[16]
- « Se présentant comme des blocs grouillants de vie, aux innombrables ramifications, ses œuvres donnent une impression de germination et d'éclosion... Instinctif, parfois obsessionnel, l'art de Geneviève, malgré ses déformations et ses continuelles inventions de volumes, reste figuratif et tire toujours son inspiration de la réalité. » - Dictionnaire de la sculpture moderne[7]
- « Labyrinthe d'ombre et de lumière palpitantes dans lequel pénètre le "conscient" et l’"inconscient"" ; dualité et homogénéité d'une contradiction résolue dans ce qu'on nomme en Asie le Yin et le Yang. Les signes sont là, dans leur présence latente. Ils frappent notre imagination et par là-même engendrent l'émotion dans un transfert perpétuel inépuisable, un va-et-vient qui prend sa source dans le travail de l'artiste et s'écoule en nous, contemplateurs actifs de son œuvre. Geneviève, oui, véritablement une grande dame de la peinture et de la sculpture. » - Michel Boudon[12]

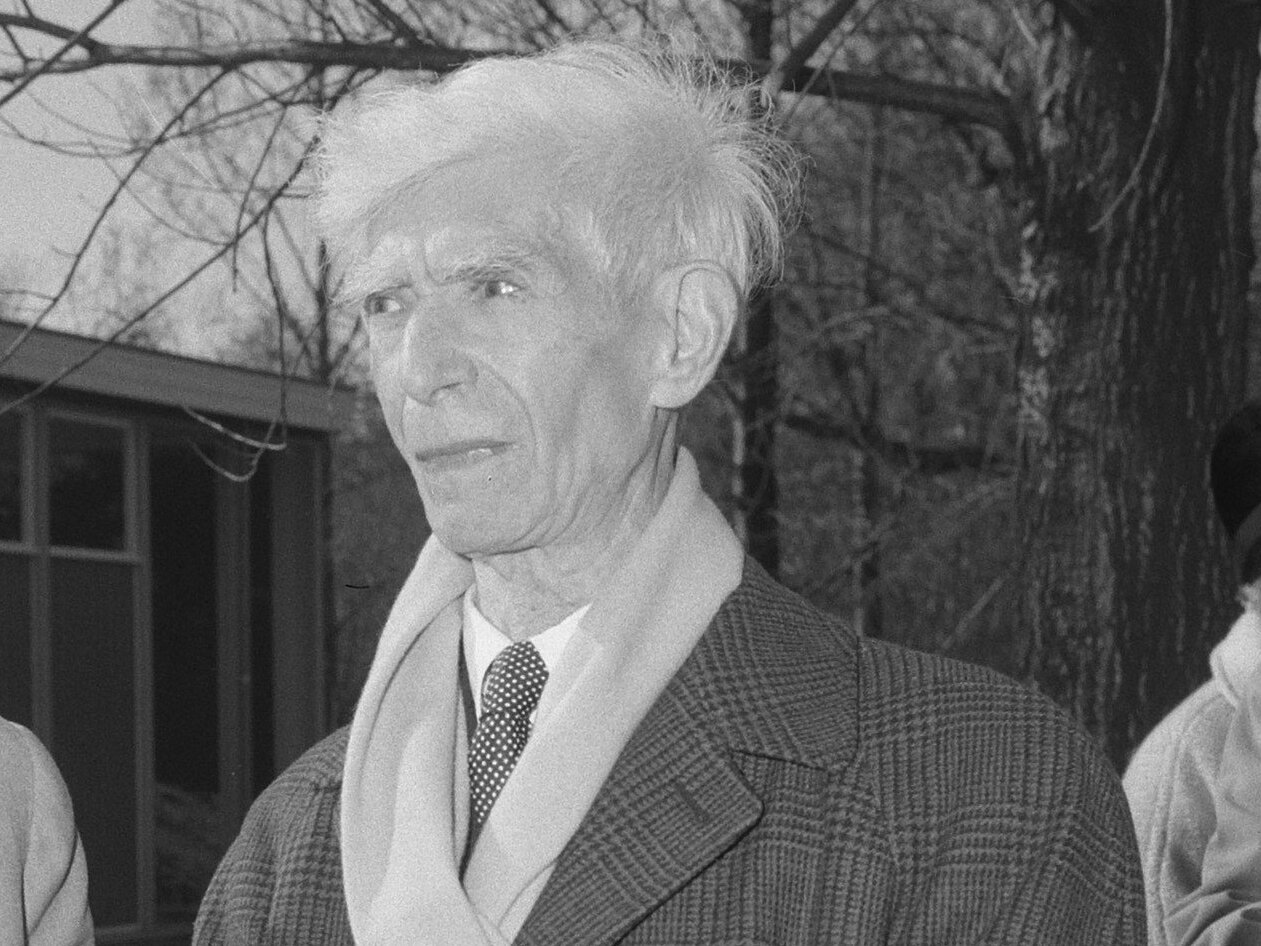
Ossip Zadkine

- « Figurative, elle mène une démarche anthropomorphique, recherchant les correspondances entre la forme humaine et les formes minérales et végétales. A force d'invention, d'abondance, ses figurations humaines, en forme de plantes arborescentes, de jungle, rappellent parfois l'art des Indiens d'Amérique. » - Dictionnaire Bénézit[4]
- « C'est une artiste originale telle que l'on n'en rencontre qu'une ou deux par génération. » - Ossip Zadkine[17]
- « Peintre-sculpteur autant que sculpteur-peintre, l'artiste Geneviève peut être qualifiée, sans excès de langage, de grande... Le symbole que révèlent ses lutteurs polychromes, où le trait se mélange à la forme, où la forme devient plage colorée, nous fait pénétrer dans un univers de forces neuves et de violences contenues... La curiosité et l'appétit d'appréhender de Geneviève sont riches d'élans passionnels, de drames sous-jacents. » - Serge Delaunay[18]

## Distinctions
- Médaille de la ville de Paris, 1961.

## Conservation

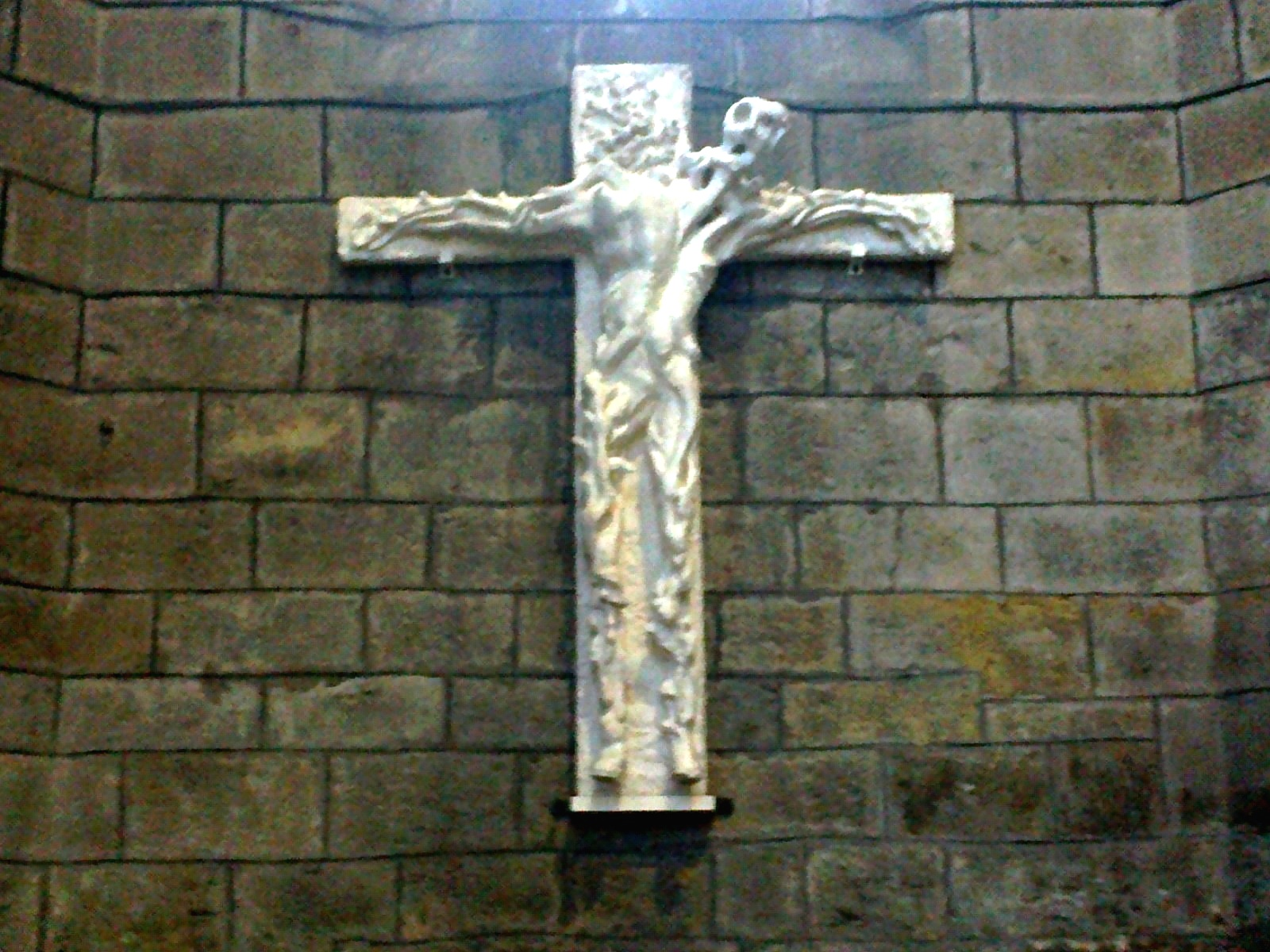
Geneviève Pezet, Christ en croix, collégiale Notre-Dame de Villefranche-de-Rouergue

### Collections publiques
- Musée des Beaux-Arts de Lons-le-Saunier, Le bouquet, sculpture en terre cuite 45x28x23cm, 1958 (dépôt du Centre national des arts plastiques)[19].
- Mairie de Pénestin, L'estuaire de la Vilaine, peinture.

### Églises
- Église Saint-Gildas de Pénestin, Christ, bronze.
- Collégiale Notre-Dame de Villefranche-de-Rouergue, « Il souffre pour nous » - Christ en croix[20].